# فوينتي ألامو
بلدية فوينتي ألامو (بالإسبانية: Fuente Álamo) هي بلدية تقع في مقاطعة البسيط التابعة لمنطقة كاستيا لا مانتشا وسط إسبانيا.

## الديموغرافيا
بلغ عدد سكان بلدية فوينتي ألامو 2.643 نسمة عام 2011 (وفقاً للمعهد الوطني الإسباني للإحصاء).
| 2.449 | 2.483 | 2.639 | 2.720 | 2.684 | 2.716 | 2.643 |